# Hôtel de Noailles (Aurillac)
Pour les articles homonymes, voir Noailles.
L'hôtel de Noailles est un hôtel particulier situé en France sur la commune d'Aurillac (Cantal), en région Auvergne-Rhône-Alpes.

## Localisation
Le monument se trouve 5 rue de Noailles.

## Historique
Maison du XVIe siècle, agrandie pour la famille de Noailles entre 1609 et 1614, puis remaniée au milieu du XVIIe siècle.

### Protection
L’hôtel de Noailles est inscrit partiellement au titre des monuments historiques par arrêté du 19 mars 1982.

## Description
Les façades sur cour présentent des décrochements et ouvertures dissymétriques ; l’intérieur conserve un escalier à voûtes d’ogives, un plafond peint à la française et une cheminée en bois peint ornée d’inscriptions bibliques.